# Кожный клей
Кожный клей — недозированная мягкая лекарственная форма, предназначенная для закрытия хирургических кожных ран путём образования на поверхности раны прочной гибкой липкой плёнки. Применяется в общей хирургии, сердечно-сосудистой и торакальной хирургии, а также в акушерстве и гинекологии. Может применяться в сочетании с внутрикожными швами, но не может стать их заменой.

## Состав
Плёнка образуется при использовании растворов нитроцеллюлозы или природных и синтетических смол в органических растворителях (эфир, этанол, диметилформамид, хлороформ и др.), к которым для придания необходимой эластичности добавлены пластификаторы, в том числе растительные масла.